# Serguei Degaiev
Serguei Degaiev (rus: Сергей Петрович Дегаев)  (Moscou, 1857 - Bryn Mawr, 26 de gener de 1921) va ser un polític rus i un matemàtic estatunidenc amb el nom d'Alexander Pell.

## Vida i obra
Degaiev, que va canviar el seu cognom pel de Pell en arribar als Estats Units, era fill de Piotr Degaiev, un metge militar i conseller de l'estat tsarista, i Natàlia Degaieva, filla d'un conegut historiador i escriptor, Nikolai Polevoi. Als nou anys va deixar la família per ingressar a l'escola del segon cos de cadets de Moscou de la qual va passar a la'Acadèmia d'Artilleria Mikhailovskii de Sant Petersburg. A l'Acadèmia va entrar en contacte amb oficials antitsaristes i va començar activitats considerades subversives pel règim, motiu pel qual va ser expulsat el 1879. Va ingressar a l'organització revolucionària Naródnaia Vólia i va tenir alguna participació en l'atemptat que li va costar la vida al tsar Alexandre II de Rússia.
També va acabar els seus estudis d'enginyeria a l'Escola d'Enginyers de Sant Petersburg el 1881 i va ser destinat a Arkhànguelsk on va conèixer la seva futura dona Liubov Nikolaevna Ivanova. A finals de 1882 va ser arrestat i a partir d'aquest temps va començar una fosca relació amb el tinent coronel Gueorgui Sudeikin de la gendarmeria, amb la qual va trair els seus antics companys, inclosa la revolucionària russa Vera Fígner. Això no obstant, a finals de 1883 va matar Sudeikin i va desaparèixer amb la seva dona per Europa Occidental.
Sobre 1886, la parella va anar als Estats Units, on van sol·licitar la naturalització amb els noms d'Alexander i Emma Pell, que són els que van fer servir la resta de la seva vida. Després d'estar per un lloc i altre, sense ofici ni benefici, el 1887 va reprendre estudis de matemàtiques a la universitat Johns Hopkins de Baltimore, en la qual va obtenir el doctorat el 1887.
El 1897 va ser nomenat cap del departament de matemàtiques de la Universitat de l'Estat de Dakota del Sud a Vermillion, on es va fer summament popular. El 1904 va morir la sobtadament la seva dona i Pell, una anys després, va anar a la universitat de Göttingen, on estava fent estudis doctorals una de les seves alumnes més brillants: Anna Johnson Pell Wheeler. Allà es van casar, malgrat la diferència d'edat (més de vint-i-cinc anys). La nova parella va tornar a Dakota del Sud on Pell havia estat nomenat degà de l'Escola d'Enginyers.
El 1910 es van traslladar a Chicago on ell impartia classes a l'Armour Institut (actual Institut de Tecnologia d'Illinois) i ella a la universitat de Chicago, però la primavera de 1911, Alexander Pell va patir un atac de paràlisi que el va obligar a deixar les classes que van ser represes per ella. Els anys següents, fins al 1918, ella va estar donant classes al Mount Holyoke College, i a partir de 1918 al Bryn Mawr College. Aquí va morir Alexander Pell el 1921.